# Sidpietersite
La sidpietersite è un minerale.

## Etimologia
Il nome è in onore di Sidney Pieters (1920-2003), namibiano, studioso della mineralogia della sua nazione e scopritore del minerale.